# Camberwell
Camberwell ist ein Stadtteil des Bezirks Southwark in London.

## Geschichte
Camberwell war mit einer Kirche bereits eine bedeutende Siedlung, als es im Domesday Book erwähnt wurde. Die Kirche von Camberwell war außerdem für ein größeres Gebiet die Gemeindekirche. Noch bis zur Mitte des 19. Jahrhunderts wurde Camberwell von Londonern wegen seiner ländlichen Ruhe und seiner mineralischen Quellen geschätzt. Von den Mineralbrunnen stehen noch ein paar im Camberwell Park. Doch endete diese Ruhe mit der Ankunft der Eisenbahn in den 1860er Jahren.

### Etymologie
Im Domesday Book von 1086 wird Camberwell als Camberwelle erwähnt. Dieser Name leitet sich vom altenglischen Cumberwell oder Comberwell ab und bedeutet walisische Quelle.
Alternativ ist es auch möglich, dass der Name gelähmte Quelle bedeutet. Dann würde der Name einen Ort bezeichnen, zu dem Menschen mit schweren Krankheiten wie Lepra geschickt wurden. Dort wären sie von der Kirche mithilfe der dortigen Quellen behandelt worden.

## Bevölkerung
In Camberwell sind viele Immigranten sowie deren Nachkommen aus der Karibik und Afrika ansässig. Hier findet sich auch eine Gemeinde aus griechischen Zyprioten und politischen Flüchtlingen aus dem Nahen Osten.
Daneben leben einige Kunststudenten der Universität der Künste und Studenten des King’s College in Camberwell.

## Söhne und Töchter
- Alfred Domett (1811–1887), englisch-neuseeländischer Politiker  und vierter Premierminister Neuseelands
- Matilda Ellen Bishop (1842–1913), Pädagogin und erste Rektorin des Royal Holloway College der Universität London
- Trevor Duncan (1924–2005), Komponist und Arrangeur.
- Sir Anthony James Leggett (* 1938), 2003 Nobelpreisträger für Physik
- Martin Ruane (Künstlername Giant Haystacks) (1946–1998), Profiwrestler
- Colin Wood (* 1943), Jazz- und Rockpianist
- Kenny Sansom (* 1958), Fußballspieler
- Jon Marsh (* 1964), Musiker, Komponist und DJ
- Ben Watson (* 1985), Fußballspieler
- Florence Welch (Künstlername Florence and the Machine) (* 1986), Sängerin
- Thomas Brodie-Sangster (* 1990), Schauspieler
- Lily Newmark (* 1994), britisch-US-amerikanische Schauspielerin und Model
- Jadon Sancho (* 2000), Fußballspieler

## Öffentliche Verkehrsmittel
Camberwell ist durch Busverbindungen gut an das Zentrum von London angeschlossen. Die Reisezeit nach Zentrallondon beträgt per Bus etwa 20 bis 30 Minuten. Bis zum Ersten Weltkrieg ist Camberwell durch drei Eisenbahnstationen an das weitläufige Schienennetz angebunden gewesen. Aber aufgrund der geringen Nutzung sind 1916 zwei der drei Stationen geschlossen worden.